# Скоростная городская железная дорога в Труймясте

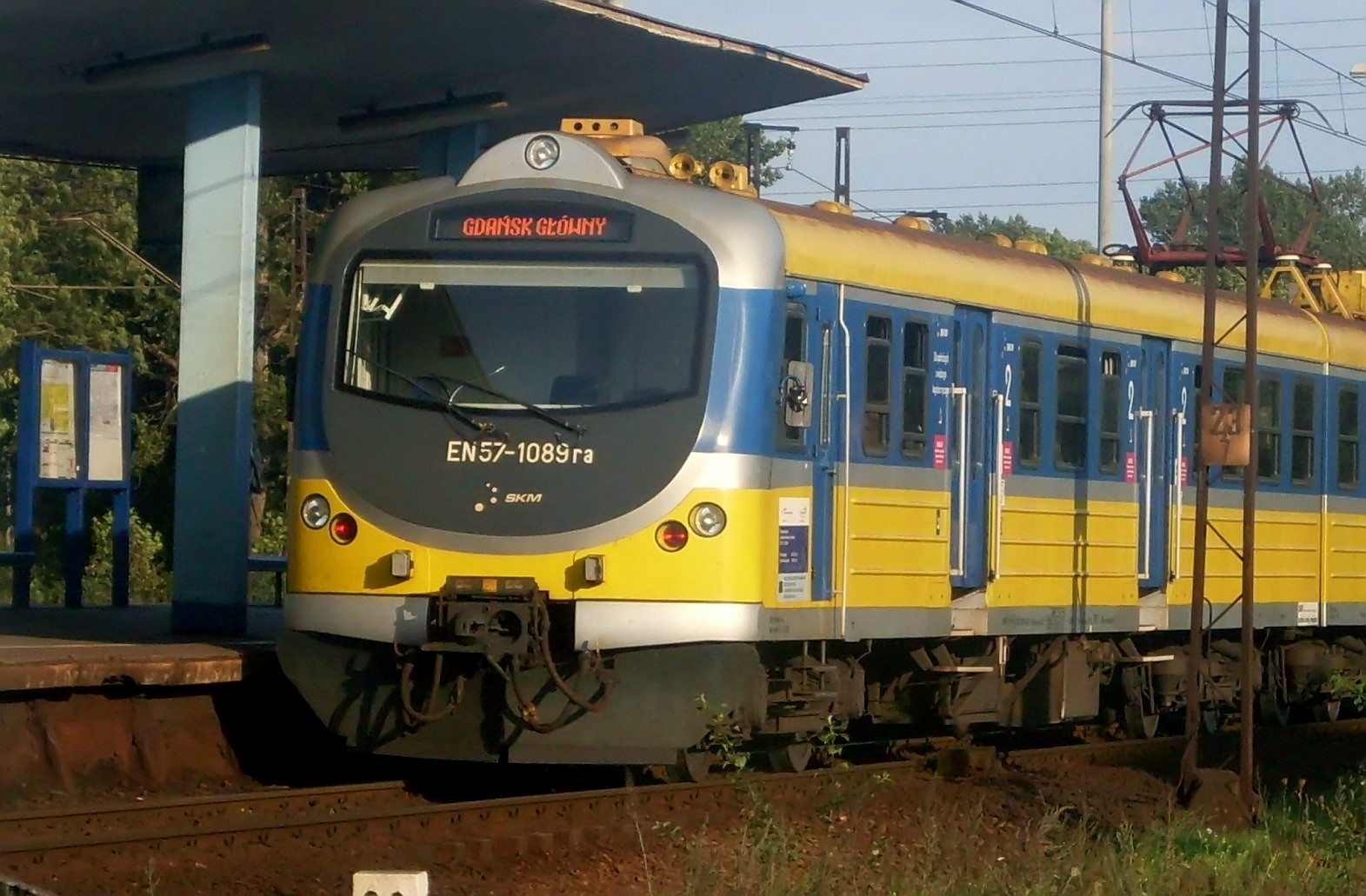

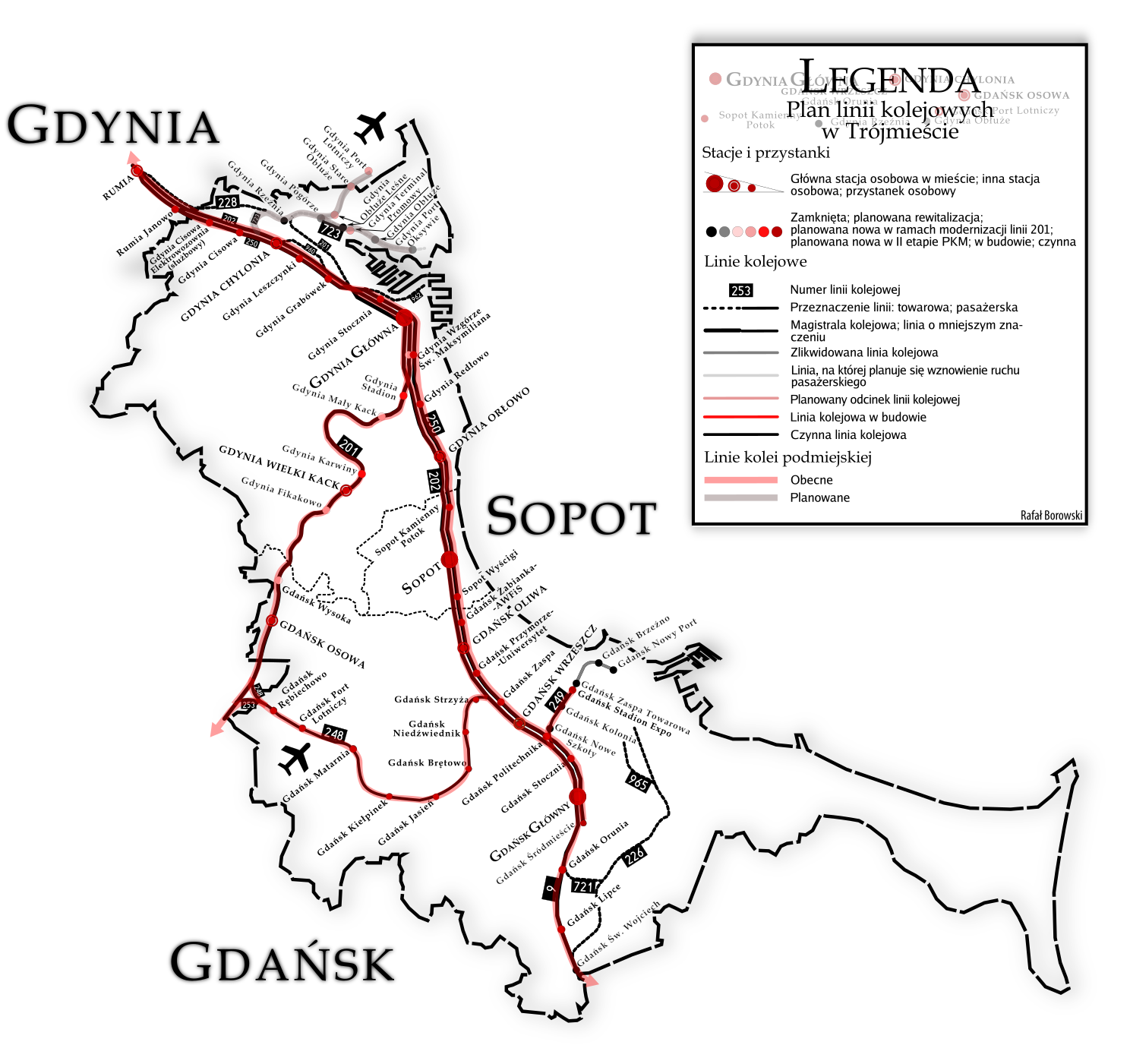
Схема СКМ по состоянию на 2013 год

Скоростная городская железная дорога (пол. Szybka Kolej Miejska, SKM) в Труймясте — городская электричка (S-Bahn), обслуживающая города польской агломерации Труймясто. Первоначально система объединяла Гданьск, Сопот и Гдыню, но позднее она была продлена в города Слупск, Лемборк, Вейхерово и Тчев.
Интервал движения на трассе SKM колеблется от шести минут до получаса, в зависимости от времени суток. Подвижной состав — электропоезда, в большинстве трёхвагонные EN57, но встречаются и длинные, сцепленные из двух электропоездов.
Стоимость проезда определяется зонами, между Гданьском и Гдыней — 3 зоны.
Линия двухпутная, проходит параллельно железнодорожной ветке Тчев — Вейхерово, с правой стороны по направлению Гданьск — Гдыня. Между основной железнодорожной веткой и SKM есть переходы.